# Gebrauchstext
Gebrauchstexte dienen weitgehend dazu, einen Sachverhalt zu verdeutlichen oder stehen in einem unmittelbaren Zusammenhang mit einem kommerziellen oder sonstigen praktischen Zweck. Beispiele für Gebrauchstexte sind: Werbetexte, Patenttexte, Gesetzestexte, Kochrezepte, Kommentare, Dokumentationen, Nachrichten, Kritik sowie Texte in Gebrauchsanleitungen.
Wilpert (2001) unterscheidet zwischen außerliterarischen Gebrauchstexten und solchen, die zwar ebenfalls hauptsächlich einen „Gebrauchswert im Alltag“ haben, dabei aber auch „literarisch-ästhetische“ Ansprüche zu erfüllen suchen. Als Beispiele hierfür nennt er Erbauungsliteratur, Gebrauchslyrik, Reisebericht und etliche andere mehr.
Im alltäglichen Sprachgebrauch wird der Begriff zur Abgrenzung gegenüber literarischen Texten verwendet. Eine Differenzierung nach ästhetischen Merkmalen ist jedoch schwierig, da die Übergänge von einer Textsorte zur anderen fließend sein können. Im Gegensatz zu literarischen Texten wird bei einem Gebrauchstext oft die Gestaltung und Wortwahl zugunsten einer eindeutigen und klaren Darstellung des Inhalts vereinfacht. Ein typisches Beispiel hierfür ist der Verzicht auf Synonyme, so dass für einen Gegenstand innerhalb eines Gebrauchstextes stets dasselbe Wort verwendet wird.